# ابدان شباقلی
ابدان شباقلی (به لاتین: Abdan-e Shebaqli) در افغانستان است که در ولایت سمنگان واقع شده‌است.